# Ламбари (Минас-Жерайс)
Ламбари (порт. Lambari) — муниципалитет в Бразилии, входит в штат Минас-Жерайс. Составная часть мезорегиона Юг и юго-запад штата Минас-Жерайс. Входит в экономико-статистический микрорегион Сан-Лоренсу. Население составляет 19 859 человек на 2006 год. Занимает площадь 213,139 км². Плотность населения — 93,2 чел./км².

## История
Город основан 16 сентября 1901 года. 

## Статистика
- Валовой внутренний продукт на 2003 год составляет 72 263 499,00 реалов (данные: Бразильский институт географии и статистики).
- Валовой внутренний продукт на душу населения на 2003 год составляет 3779,27 реалов (данные: Бразильский институт географии и статистики).
- Индекс развития человеческого потенциала на 2000 год составляет 0,781 (данные: Программа развития ООН).

## География
Климат местности: горный тропический.